# Charmex
Montres Charmex SA — швейцарская часовая компания, выпускающая швейцарские наручные часы и аксессуары под торговыми марками «Charmex» и «CX SWISS MILITARY WATCH». Зарегистрирована в Союзе Швейцарских Часовых Производителей

## История

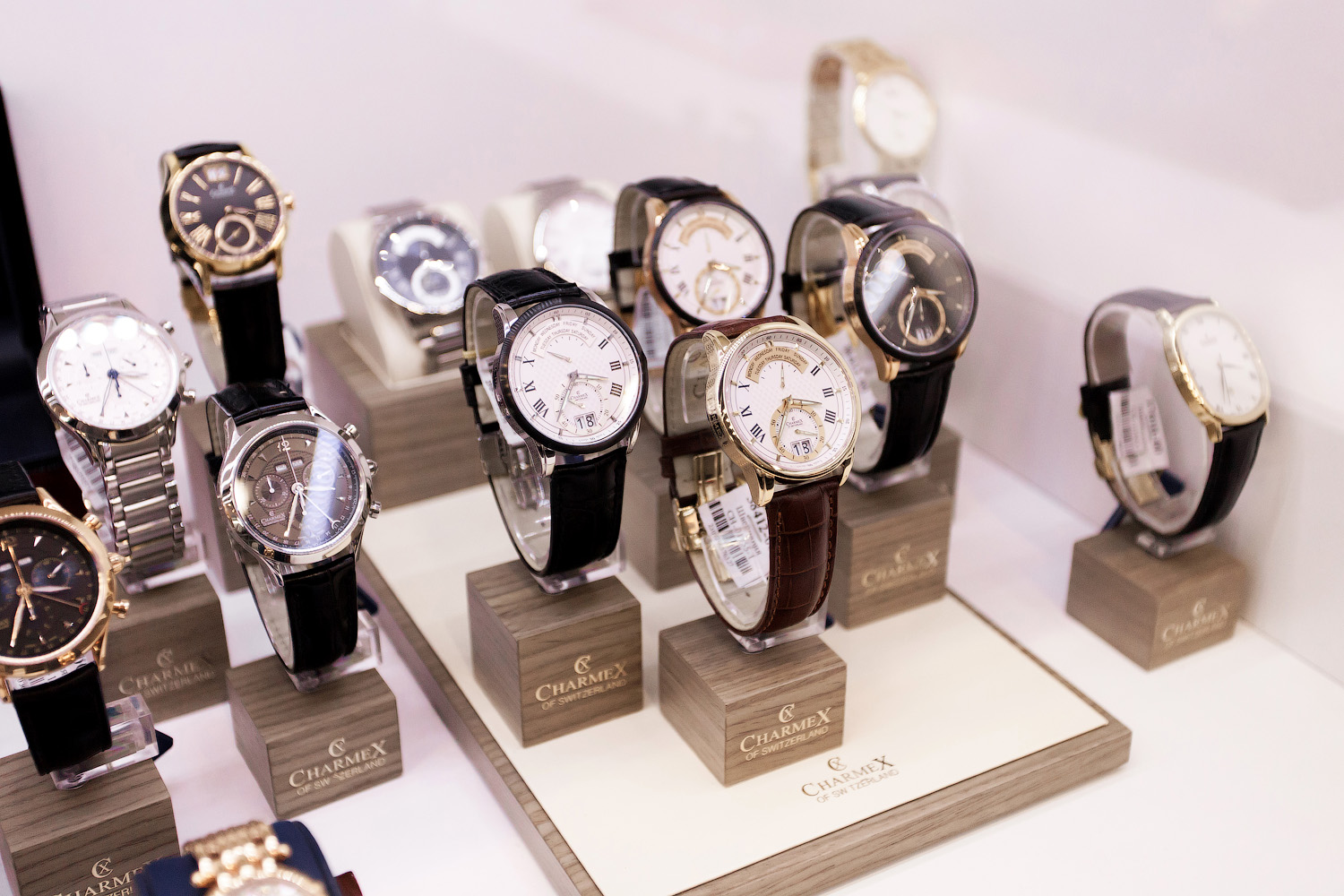
Watches Charmex are on the counter of the store.

Компания была основана в 1926 году. Основатель фирмы Макс Бюргин (Max Bürgin) начинал карьеру с работы у ведущего производителя часов региона Базель. Опыт, полученный на посту главы начальника отдела, позволил ему зарегистрировать часовую фирму на базе маленькой семейной фабрики. Макс Бюргин обучал своего сына Манфреда сборке часовых корпусов и механизмов.